# Nesebroides mineti
Nesebroides mineti är en fjärilsart som beskrevs av Paul Thiaucourt 1991. Nesebroides mineti ingår i släktet Nesebroides och familjen tandspinnare. Inga underarter finns listade i Catalogue of Life.